# Dawiat Mohamed
Dawiat Mohamed (geb. 1979, M’djoiezi Hambou) ist eine Politikerin in den Komoren. Sie ist seit 2020 Mitglied der Assemblée de l'Union des Comores.

## Leben
Dawiat Mohamed wurde 1979 in M’djoiezi Hambou auf Grande Comore geboren. Sie erhielt ihre weiterführende Bildung am Collège Rural in Singani, an der École Privée Muigni Baraka und an der École Privée Polyvalente. Sie machte eine Ausbildung zur Hebamme an der École de Médecine et de Santé Publique im Zug des ersten Jahrgangs, welcher an der Université des Comores ausgebildet wurde. Sie arbeitete von 2005 bis 2016 auf der Geburtsstation des Centre Hospitalier National El-Maarouf in Moroni, bevor sie 2016 als Nationale Direktorin für Genderfürderung berufen wurde.
Sie ist Mitglied der Convention pour le renouveau des Comores und wurde im ersten Wahlgang der Wahlen 2020 für den Wahlkreis Hambou gewählt.